# Sailor Jerry
 (septembre 2010).
Sailor Jerry (« Jerry le Marin »), de son vrai nom Norman Keith Collins, né le 14 janvier 1911 et mort le 12 juin 1973, est un célèbre artiste tatoueur américain.

## Biographie
Norman Keith Collins nait le 14 janvier 1911 à Reno, au Nevada. Enfant, il voyage en fraude dans des trains de marchandises dans tous les États-Unis et apprend le tatouage auprès d'un certain « Tatts » Thomas, qui lui enseigne l'usage du dermographe. S'entraînant d'abord sur des vagabonds, Collins navigue sur l'océan Indien et s'installe ensuite à Hawaï. Mike Malone, qui a repris le salon de tatouage de Collins après sa mort, dit de ce dernier qu'il s'agissait d'un « pirate de première classe ».
À l'âge de 19 ans, Collins s'engage dans l'US Navy. C'est lors de missions en mer qu'il s'imprègne de l'art et de l'imagerie populaire de l'Asie du Sud-Est. Il reste marin sa vie entière, et continue à exercer, en parallèle de sa carrière artistique, le métier de skipper sur un schooner trois-mâts avec lequel il propose des croisières dans les îles hawaïennes.
Parmi ses autres activités artistiques et professionnelles figurent également la musique et le monde du spectacle en général : il est saxophoniste dans son propre groupe pendant plusieurs années, et anime une émission de radio sur la station KTRG, dans laquelle il critique le libéralisme qui, selon lui, menace le système politique américain. Écrivain prolifique, il entretient une correspondance avec de nombreux amis de par le monde.

## Héritage artistique et culturel
Collins lègue ses dessins à ses deux protégés, Ed Hardy et Mike Malone, qui deviennent tous deux des artistes tatoueurs reconnus. Hardy renonce à une scolarité à l'université Yale afin de continuer à exercer le tatouage, et est connu pour ses grands formats sophistiqués. Malone, qui dessine des modèles sous le pseudonyme de Rollo Banks et se fait connaître avec des tracés épais et une touche conceptuelle distinctive, meurt en 2007.
Norman Collins est inhumé au National Memorial Cemetery of the Pacific, un cimetière militaire américain situé à Punchbowl Crater (Honolulu). Sa tombe porte le numéro 124, section T.
Ses flash drawings ont fait l'objet d'expositions au Musée du quai Branly de Paris et au Fields Museum de Chicago et font partie de la Zander Collection de Cologne,.

## Sailor Jerry Ltd., produits dérivés

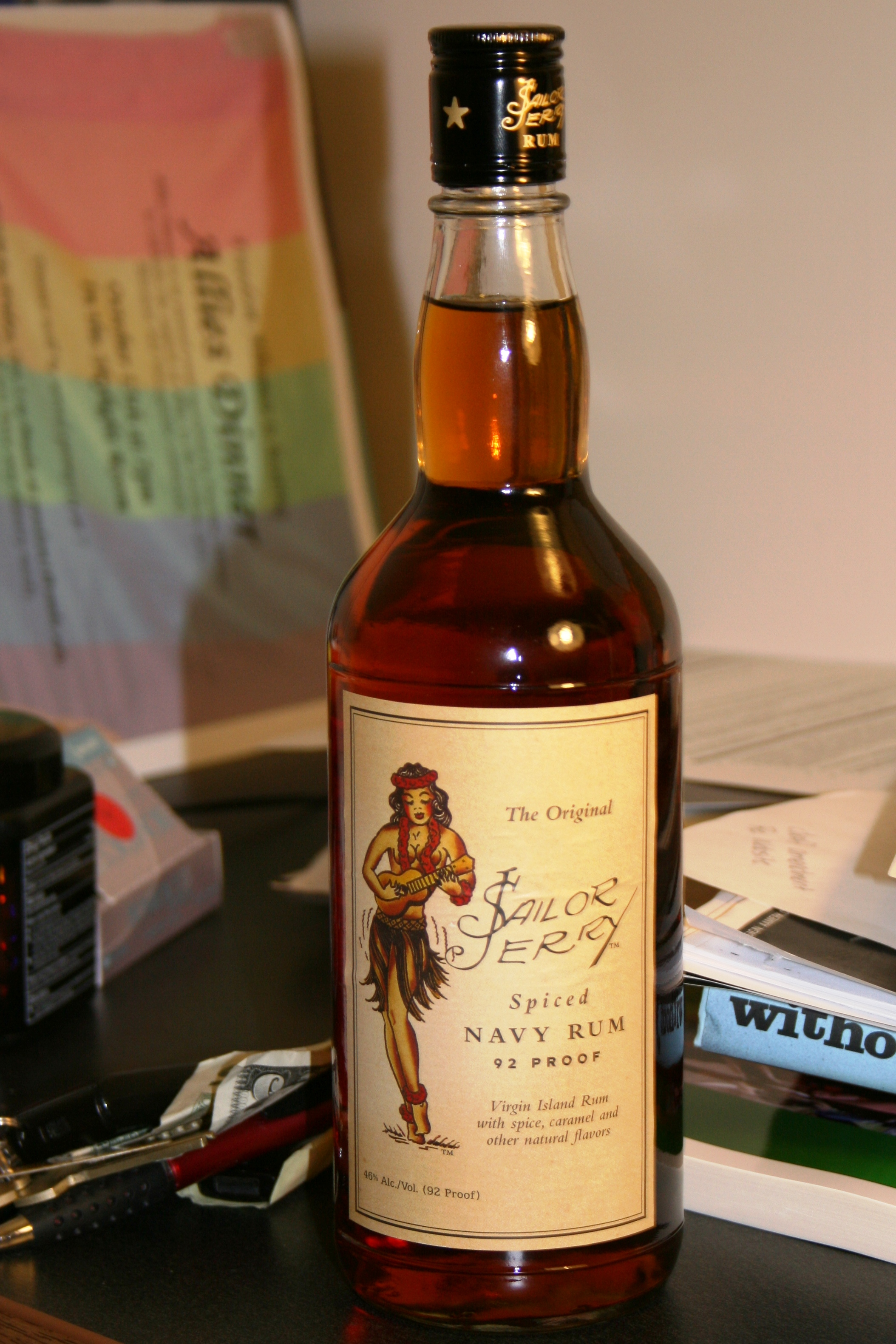
Une bouteille de rhum Sailor Jerry.

En 1999, Hardy et Malone signent un partenariat avec une entreprise de création de vêtements basée à Philadelphie et créent Sailor Jerry Ltd., qui produit non seulement des vêtements mais également divers objets usuels ou décoratifs : cendriers, baskets, cartes à jouer, verres, etc. Ces objets, fabriqués aux États-Unis, sont vendus sur le site internet de l'entreprise et au magasin Sailor Jerry Store, à Philadelphie, magasin qui propose en outre des concerts de musiciens indépendants. Dans le même temps, l'association avec des musiciens devient une caractéristique importante du site web. L'entreprise met en avant de nouveaux talents en sortant des lignes de produits dénommées Artist Series, destinées à « conserver intact l'héritage de Sailor Jerry ».
En 2002, la société Converse acquiert sous licence plusieurs dessins de tatouages originaux Sailor Jerry pour les faire figurer sur les chaussures des séries Hi-Top, Oxford et SkidGrip Deck.
Les lettres de Collins, ses œuvres d'art et ses flashes (motifs de tatouage distribués à grande échelle) sont la propriété de Sailor Jerry Ltd.

### Le rhum Sailor Jerry
Sailor Jerry Ltd. produit également le "Sailor Jerry Spiced Navy Rum", un rhum épicé, distillé aux Îles Vierges des États-Unis. L'étiquette de la bouteille, ornée d'une des pin-ups emblématiques de Collins, se décolle et révèle d'autres dessins de pin-ups. Ce rhum est basé sur le genre de produits créé par les marins, en laissant infuser des épices, principalement la cannelle, la vanille et la noix de muscade, dans le rhum. 
Après la mort de Collins, ses amis avaient trouvé dans ses affaires la recette d'un rhum épicé inspiré de l'habitude que les marins avaient d'ajouter des épices et des herbes aromatiques au rhum des Caraïbes de mauvaise qualité, afin d'en améliorer le goût.

## Tatouages de Sailor Jerry
Sailor Jerry augmente le nombre de coloris disponibles en élaborant ses propres pigments (créateur de la couleur violette). Il invente également des formes d'aiguilles qui injectent le pigment en causant moins de dommages à la peau, et est le premier tatoueur connu à avoir utilisé des aiguilles jetables et une stérilisation professionnelle. Son souci du détail était tel que ses représentations de gréements dans ses œuvres d'inspiration nautique sont réputées parfaitement réalistes. Artistiquement, ses influences sont à rechercher dans l'image populaire du marin américain mauvais garçon et dans l'iconographie et la maîtrise technique issus de l'Extrême-Orient. Collins resta ainsi en correspondance avec de grands maîtres du tatouage japonais durant toute sa carrière, et voyait le tatouage comme la forme ultime de rébellion contre l'étroitesse d'esprit. S'appropriant le style de tatouage old school à traits épais et le mélangeant avec la technique apprise auprès des maîtres japonais connus sous le nom de horis, il rapporte son savoir-faire à Honolulu où il ouvre son premier salon, sur Hotel Street. Le dernier salon de tatouage tenu par Sailor Jerry se situait dans le Chinatown d'Honolulu, le seul quartier de la ville où l'on trouvait alors ce genre de commerces. La notoriété aidant, son travail est largement copié par d'autres tatoueurs, et Collins fait inscrire la mention The Original Sailor Jerry (« Le Vrai Sailor Jerry ») sur ses cartes de visite.